# 关索街道
关索街道，是中华人民共和国贵州省安顺市关岭布依族苗族自治县下辖的一个街道办事处。
2013年5月24日，贵州省人民政府批复同意撤销关岭自治县关索镇建制，设置关索街道办事处，街道办事处驻关脚村。
2015年9月29日，贵州省人民政府批复同意关岭自治县部分乡镇行政区划调整，新设置的关索街道辖原关索街道索岭社区、文化社区、菠萝沟村、场坝村、大关村、月亮湾村、大桥村、高坡村、城内村地域，街道办事处驻大关村。

## 行政区划
关索街道下辖以下地区：
索岭社区、文化社区、场坝村、关脚村、城内村、大地庄村、菠萝沟村、大龙滩村、摆布村、西坪村、兴发村、新生村、墩子村、大水村、斗蓬村、小水村、高坡村、大兴村、大桥村和高寨村。